# Віннуфоссен
Віннуфоссен або Віннуфаллет (норв. Vinnufossen) — водоспад у Норвегії, найвищий у Європі і шостий найвищий у світі. Водоспад розташований на схід від села Сунндалсера, що в комуні Сунндал у фюльке Мере-ог-Ромсдал. Водоспад є частиною річки Вінну, яка стікає з гори Віннуф'єлле і живиться водами льодовика Віннуфонна. Потік впадає в річку Дріва біля села Hoelsand. Висота водоспаду становить 860 м, за іншими даними — 865 м.